# ヒョウヒダニ

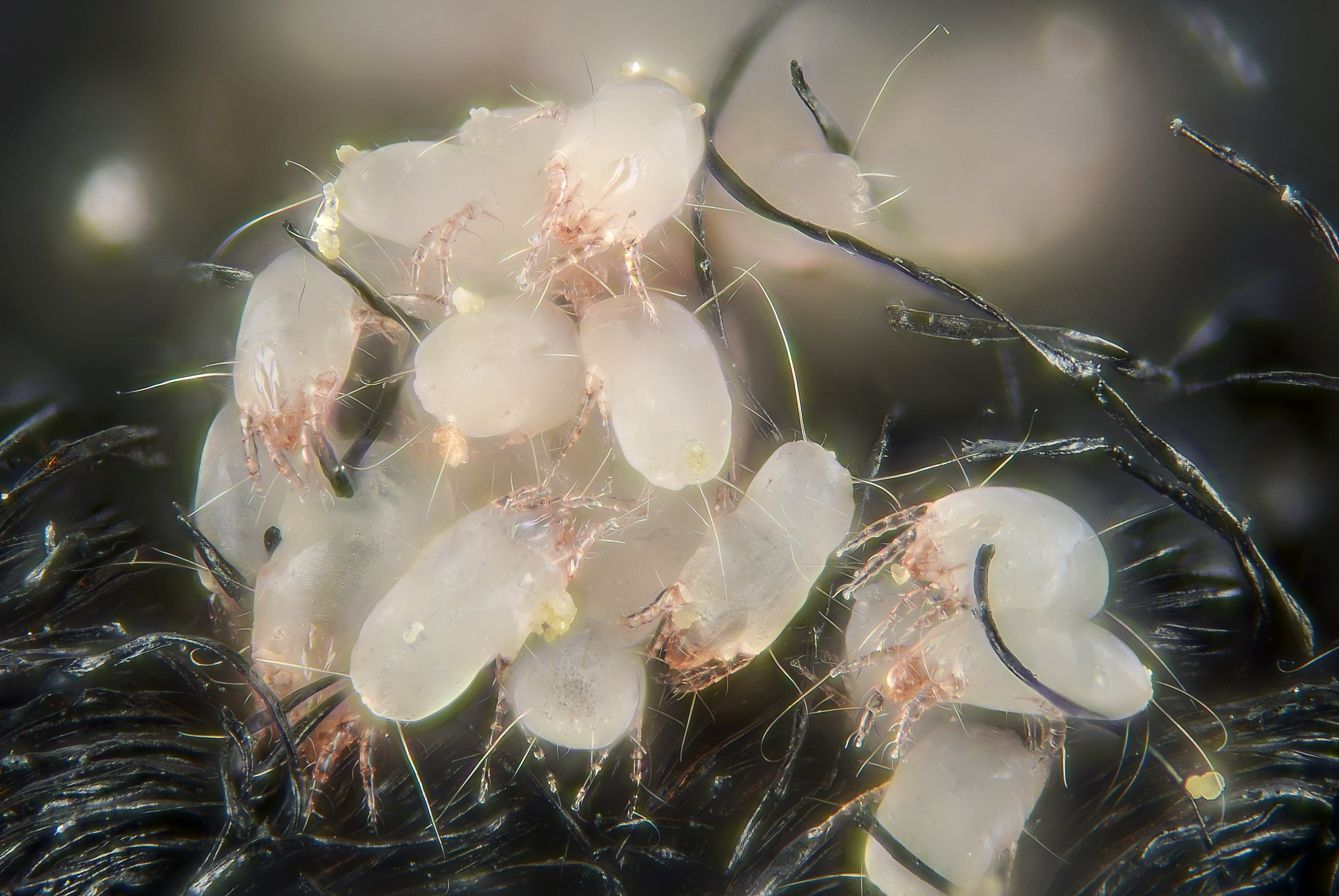
ヒョウヒダニ

ヒョウヒダニ属（表皮壁蝨属、Dermatophagoides spp. / House dust mite）は、節足動物門クモ形綱ダニ目チリダニ科の1属である。チリダニとも呼ばれる。

## 概要
体長0.3〜0.4mm。ほぼ年間を通して見られる。人などの表皮を好むことからこの名がある。動物の巣内や人家などに普通に生息する。特に人家では、カーペット、ベッド、枕、布団、ソファーなどから多く見つかる。ヒョウヒダニ属のうち、室内塵生息性のダニ類では特に主要なコナヒョウヒダニ（D. farinae）とヤケヒョウヒダニ（D. pteronyssinus）の2種は特に人との関係が深く、人家に極めて普通に生息する。ただし、ツメダニなどのように人を刺したりすることはない。温度20～30℃、湿度60～80％程度を好む。ヒョウヒダニの体や死骸、糞などは、それらに由来するタンパク質等が気管支喘息や鼻炎といったアレルギー性疾患の原因（アレルゲン）となる。 ハウスダストの原因の一つとしても知られる。ヒョウヒダニの餌は、ほこりやヒトのフケ・アカ、食品のクズ、昆虫の死骸など。フケ・アカ・汗などにおいて、1gあたりおよそ300匹生息しているといわれる。ヒョウヒダニの駆除・予防方法としては、発生源が絨毯や毛布などであることから、日頃の掃除機掛けなどが挙げられる。